# Villa Schaaffhausen

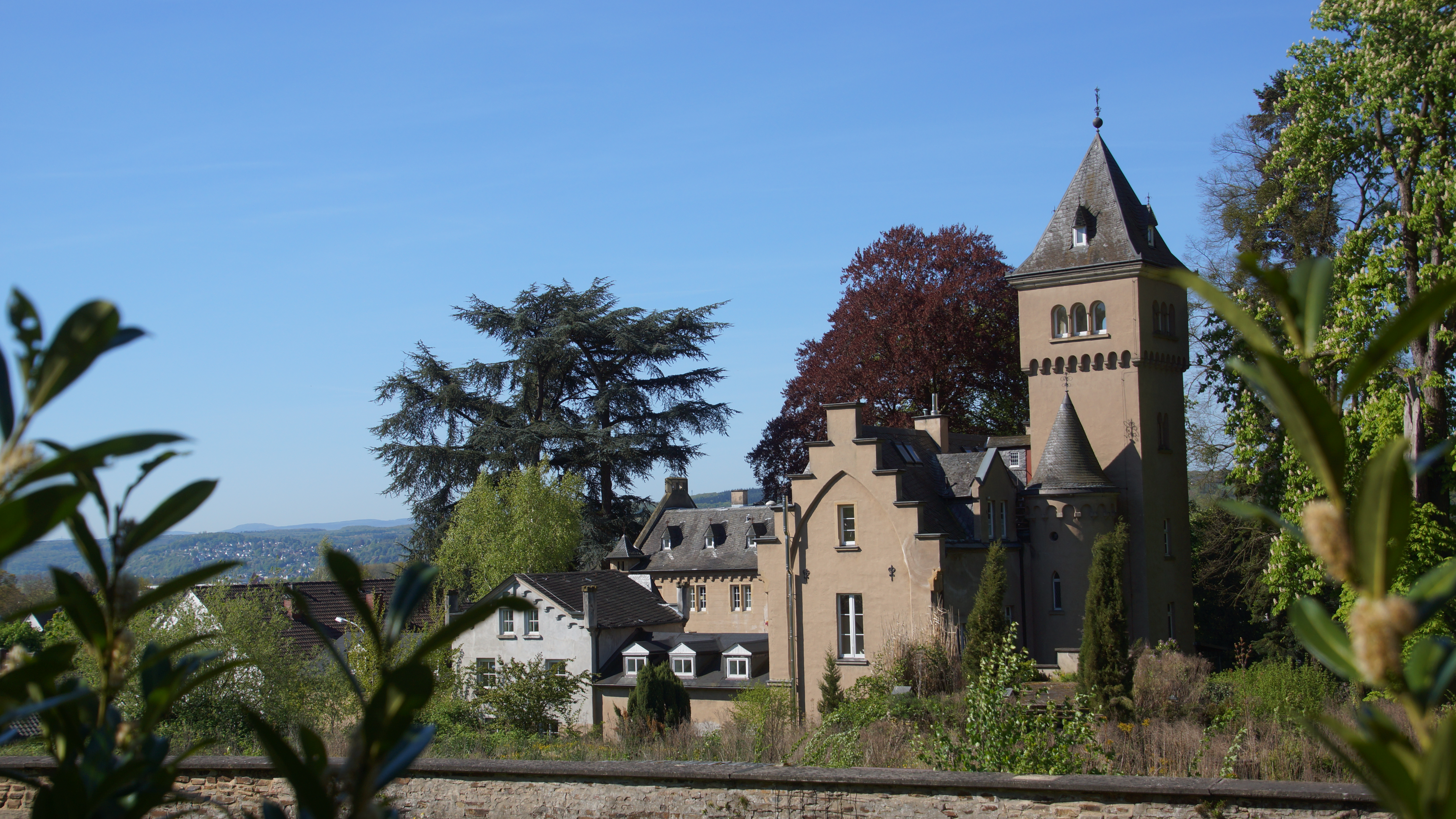
Villa Schaaffhausen (2016)

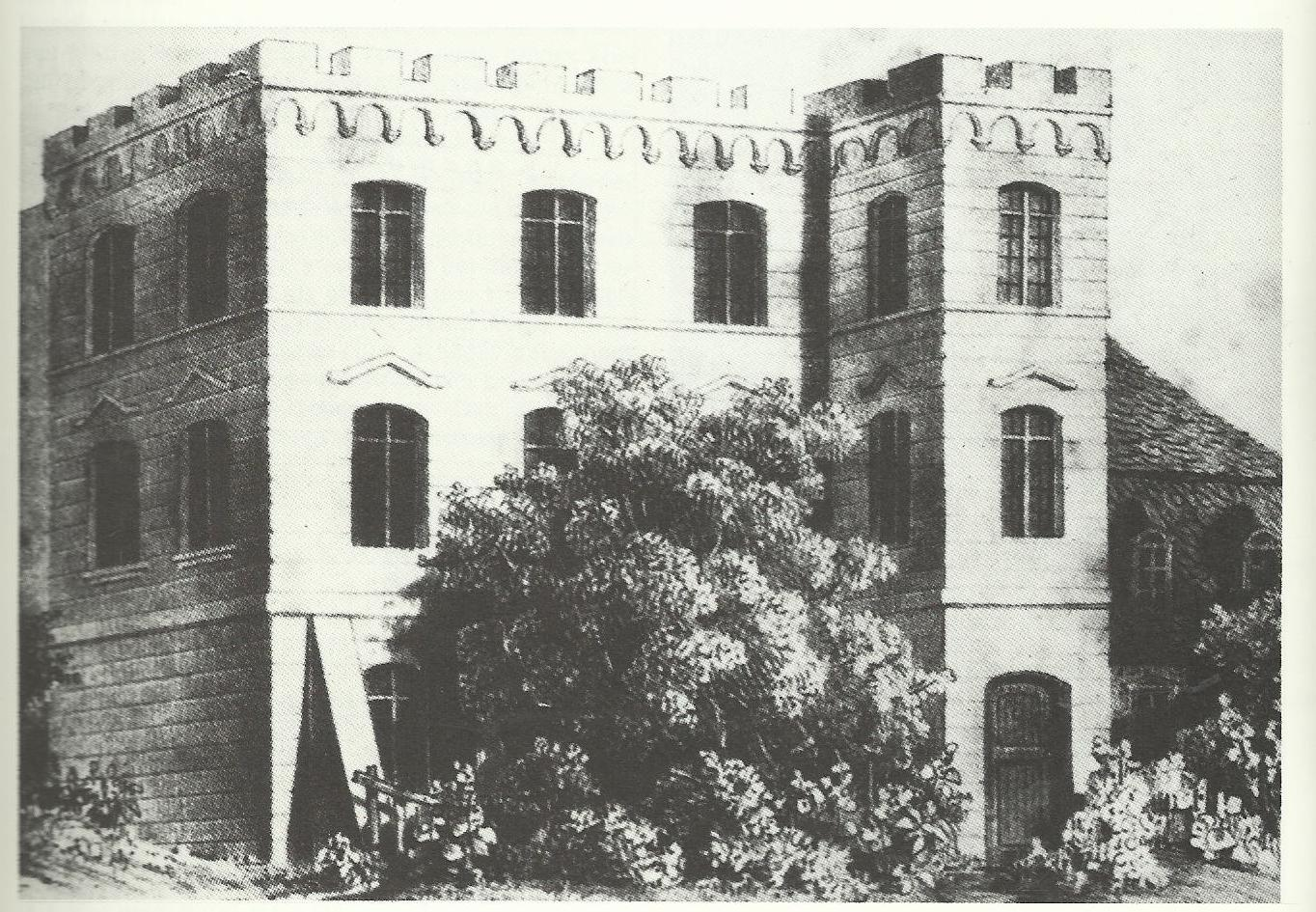
Villa Schaaffhausen (1844), mit dem 1856 abgerissenen „Wasserfall'schen Haus“

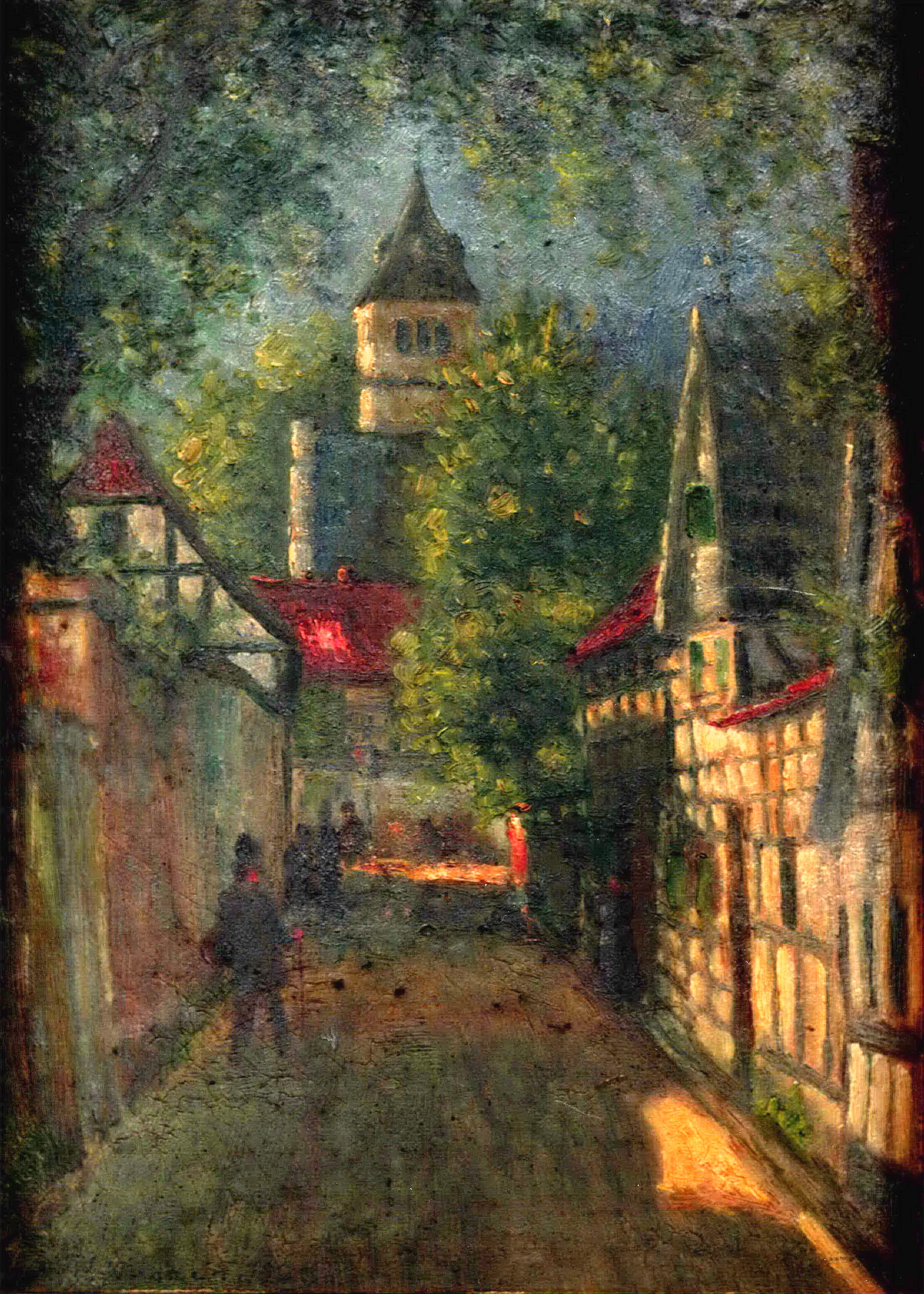
Villa Schaaffhausen (Richard Huhnen 1923)

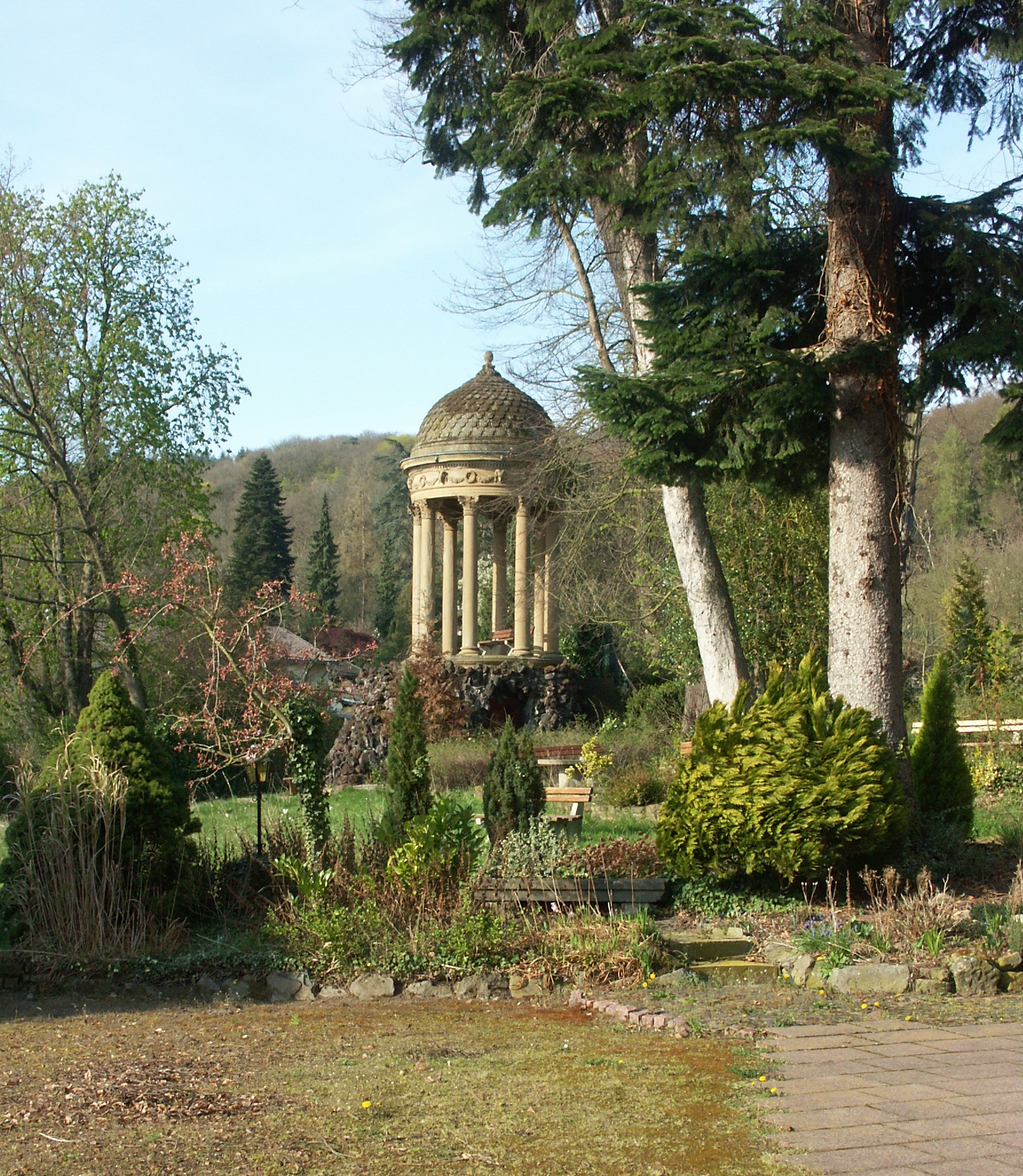
Parkanlage mit Monopteros (2014)

Die Villa Schaaffhausen ist eine burgartige Anlage in Bad Honnef, die ihr heutiges Erscheinungsbild von 1843 bis 1870 erhielt. Sie liegt am Möschbach im Ortsteil Rommersdorf an der Schaaffhausenstraße (Hausnummer 5) auf einem von Westen nach Osten zum Korferberg ansteigenden Gelände.
Erste Gutsgebäude entstanden nach der Vereinigung zweier Weingüter im Jahre 1770 durch den kurkölnischen Prokurator und kaiserlichen Notar Peter Gottschalk Wasserfall.:98 1772 ließ dieser einen massiven Turm sprengen, der auf eine ehemals auf dem Grundstück vorhandene Burganlage schließen lässt. Der Besitzer übertrug die Villa 1818 an einen Verwandten, den Kölner Buchhändler Lambert Bachem.:98 Von 1825 bis 1836 wurde sie von William Dawson bewohnt, Schwiegersohn des Herzogs von Wellington. In dieser Zeit trug das Anwesen den Namen „William's House“ und erhielt einen Park, der aus den Äckern und Weinbergen des Grundstücks entstand. Der nächste Besitzer (ab 1841), erneut ein Engländer, trug den Namen Lewis Agassiz. Auf ihn geht der nördliche Teil des Wohnhauses im Tudorstil aus dem Jahre 1843 zurück. Am 26. Mai 1846 erwarb der Fabrikant Hubert Schaaffhausen das seinerzeit über 54 Morgen umfassende Anwesen für 18.000 Taler.:99 1856 ließ er unter Abriss des sog. „Wasserfallschen Hauses“ den Südflügel des Haupthauses errichten.
Unter seinem Sohn Hermann Schaaffhausen entstand der Turmbau der heutigen Villa, 1865 folgte zum Hof hin der Bau eines dritten Stockwerks:100. In den 1870er-Jahren war das Haus ein Mittelpunkt des gesellschaftlichen Lebens. Die wissenschaftliche Reputation von Hermann Schaaffhausen zog hohe Repräsentanten aus Militär, Kirche und Hochadel an, darunter den späteren Kaiser Wilhelm II. – der während eines Besuchs 1876 im nahegelegenen Annatal die „Kaisereiche“ gepflanzt haben soll. Auch die Königin von Schweden verbrachte von 1892 bis 1906 gelegentlich ihre Ferien in der Villa Schaaffhausen. 
Nach dem Tod seiner Frau ließ Schaaffhausen einen klassizistischen Rundtempel errichten. Er selbst starb 1893 und vererbte die Villa seinem Sohn Hubert, der sie seinen Schwestern übertrug. 1925 kam sie an das Erzbistum Köln, das im Jahr darauf einen kleineren Anbau erstellen ließ. Es richtete dort 1953 ein Kinderheim ein, das nach einer Renovierung 1957 sowie dem Umbau des Turmhauses und der Wirtschaftsgebäude 1959 vergrößert wurde. Von 1963 bis 1964 wurde auf dem nordwestlichen Teil des Grundstücks der Villa das Altenheim „Marienhof“ errichtet. 1984 vergab das Erzbistum ein langfristiges Erbbaurecht an der Villa, von 1988 bis 2012 wurde sie als privat betriebenes Gesundheitszentrum genutzt. 
Eine grundlegende Sanierung der leerstehenden Villa und teilweise Bebauung des Grundstücks mit Wohngebäuden begann nach langjährigen Vorplanungen im 2. Quartal 2021; entstehen sollen dabei vier Mehrfamilienhäuser, zudem soll der Park westlich der Villa restauriert und der Öffentlichkeit zugänglich gemacht werden.
Die Anlage steht mit Fachwerkhaus (ehem. Weingut) von 1776, Monopteros von 1874 und Parkanlage als Baudenkmal unter Denkmalschutz. Den Unterbau des Monopteros bildet eine nach vier Seiten geöffnete und mit Lavasteinen verkleidete Grotte. Die Eintragung der Villa in die Denkmalliste der Stadt Bad Honnef erfolgte am 26. April 1984.